# Маркус Феникс
Маркус Майкл Феникс — один из главных героев серии игр Gears of War и одноименного комикса.

## Личность
Маркус Феникс — живая легенда, ветеран Маятниковых войн, суровый и закаленный сражениями солдат. Желание спасти отца вынудило его нарушить приказ командования, за что он был разжалован трибуналом и приговорен к тюремному сроку и, попав под амнистию 4 года спустя, вновь вернулся в строй.
Маркус — человек скупой на эмоции. Часть его холодного поведения связано с потерей своего лучшего армейского друга, Карлоса Сантьяго, и напряженными отношениями с родителями в пубертатном периоде. Мария Сантьяго не раз говорила, что его отец Адам очень любил сына и всегда заботился о нем, но не знал, как это показать.
В финале третьей части Маркус подавлен, несмотря на победу над Саранчой. Планета в руинах, человечество почти полностью уничтожено, он потерял многих друзей и близких людей, в том числе Дома и отца, который умер от воздействия контр-эмульсионного излучателя; а война, выживание в которой было смыслом всей его жизни, наконец завершилась. Единственным утешением для него остается Аня Страуд, ставшая его женой.
Спустя четверть века Маркус живет вдовцом в бывшем поместье семьи Страуд и практически не общается с друзьями (Август Коул сам говорит, что с их последней встречи прошло десять лет). Отношения с сыном, Джеймсом Домиником Фениксом (Джей Ди), остаются сложными, но тем не менее, теплеют. В финале четвертой части он единственный, кто понимает потерявшую мать Кейт, но в то же время он осознает, что Саранча вновь не была побеждена окончательно.

## Критика и отзывы
Маркус Феникс получил 19 место в списке пятидесяти лучших персонажей компьютерных игр по версии книги рекордов Гиннесса.